# Gloses de Reichenau
Pour les articles homonymes, voir Reichenau.
Les Gloses de Reichenau ont été compilées au VIIIe siècle en Picardie, pour aider les moines lisant la Bible Vulgate à comprendre les mots disparus ou qui avaient développé une nouvelle signification dans leur dialecte roman précoce. Chaque mot était glosé par un synonyme écrit sous forme latine, mais pas toujours d'origine latine.